# نبرد آدریانوپل (۳۷۸)
نبرد آدریانوپل در ۹ اوت ۳۷۸ میلادی بین نیروهای امپراتوری روم به رهبری امپراتور والنس و گوت‌ها تحت فرماندهی فریتیگرن رخ داد. این نبرد در ۱۳ کیلومتری شمال آدریانوپل واقع در تراکیه روی داد که سرانجام به شکست مفتضحانه رومیان و پیروزی گوت‌ها انجامید.

## پیشینه
در سال ۳۷۶، گوت‌ها که به دلیل حمله‌های هون‌ها آواره شده بودند، به رهبری آلاویوس و فریتیگرن خواستار اجازه اقامت در امپراتوری روم شرقی شدند. به امید آنکه آنها سرباز و کشاورز شوند امپراتور والنس به آنها اجازه داد تا خود را در آن امپراتوری به عنوان متحدان (فوئدراتی) تثبیت کنند. با این حال، این تازه‌واردان از آن سوی دانوب (و در خاک روم)، مورد عدم صداقت فرماندهان آن استان، لوپیسینوس و ماکسیموس قرار گرفتند که این امر پس از تحمل سختی‌های فراوان، آنها را به شورش واداشت.
والنس (از بخش شرقی امپراتوری) سپس از گراتیان امپراتور بخش غرب، درخواست کمک و تقویت برای مبارزه با گتی‌ها کرد. گراتیان ژنرال فریگریدوس را با نیروهای کمکی و همچنین رئیس محافظان خود، ریچومرس را اعزام کرد. برای دو سال آینده، قبل از نبرد آدریانوپل، یک سری نبردهای در حال اجرا بود که هیچ پیروزی مشخصی برای هیچ‌یک از دو طرف نداشت.
در سال ۳۷۸، والنس تصمیم گرفت خودش کنترل را به دست گیرد او نیروهای بیشتری را از سوریه می‌آورد و گراتیان نیز نیروهای بیشتری را از گل آورد.

## ترکیب نیروهای رومی

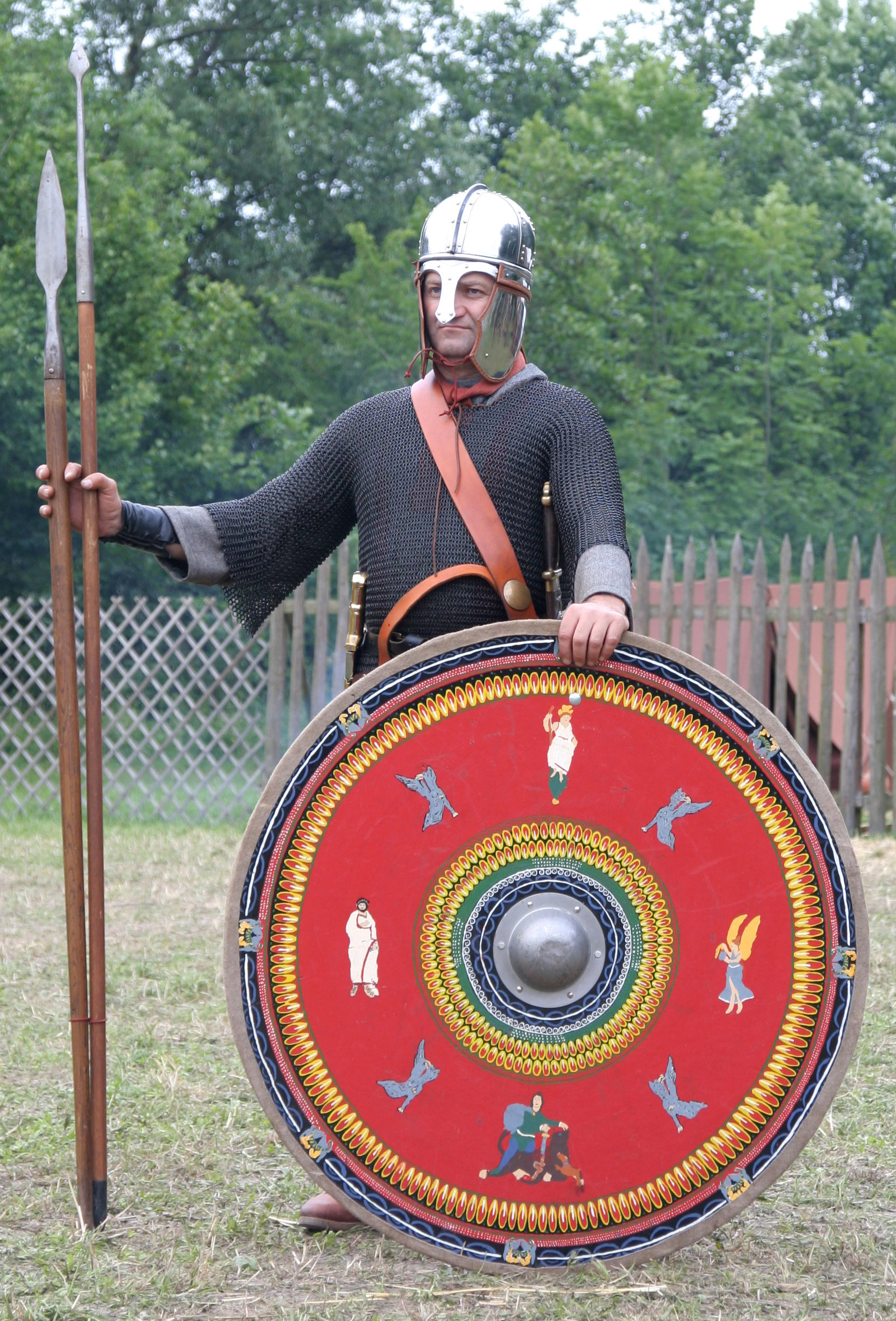
باز سازی شده تجهیزات یک سرباز رومی قرن چهارم

ارتش والنس ممکن است سربازان هر سه ارتش صحرایی روم را دربرداشته باشد. ارتش تراکیه، مستقر در شرق بالکان، که ممکن است در ۳۷۶–۳۷۷ متحمل خسارات سنگینی شده باشد، ارتش اول در حضور امپراتور، و ارتش دوم در حضور امپراتور، هر دو در زمان صلح در قسطنطنیه مستقر بودند اما در سال ۳۷۶ در مرزهای ایران مأموریت داشتند و در ۳۷۷–۳۷۸ به غرب اعزام شد.

## ترکیب نیروهای گوتیک
احتمالاً دو ارتش اصلی گوتیک در جنوب دانوب وجود داشته‌است. فریتیگرن فرماندهی یک ارتش را به عهده داشت که نفراتش به‌طور عمده از تبعیدی‌های تروینگن از آن طرف دانوب بودند. از طرف دیگر آلاتئوس و سافراکس ارتش دیگری را که عمدتاً از تبعیدی‌های گروتونگ بودند فرماندهی می‌کردند. فریتیگرن بیشتر افرادش را وارد نبرد کرد؛ و به نظر می‌رسد نیرویی است که رومیان برای اولین بار با آن روبرو شده‌اند. آلاتئوس و سافراکس سواره نظام خود را وارد عمل کردند که "مانند صاعقه " بر رومیان فرود آمد. این نیروها همچنین شامل آلان‌ها می‌شد.